# Tarachidia corrientes
Tarachidia corrientes är en fjärilsart som beskrevs av George Francis Hampson 1910. Tarachidia corrientes ingår i släktet Tarachidia och familjen nattflyn. Inga underarter finns listade i Catalogue of Life.